# Stebrišče svetega Lovrenca
Stebrišče svetega Lovrenca (italijansko  Colonne di San Lorenzo) so pomembne rimske ruševine, ki se nahajajo pred baziliko svetega Lovrenca v središču Milana, regija Lombardija, Italija.

## Zgodovina
Stebrišče sestavlja predvsem 16 visokih korintskih stebrov v vrsti, zdaj frontalno odprto na trg. V 4. stoletju so stebre sem preselili, po odstranitvi verjetno poganskega templja iz 2. stoletja ali javnega kopališča.  Južno od stebrov stojijo ena od srednjeveških mestnih vrat, ki imajo še vedno nekaj dekoracije iz rimskega marmorja. V 17. stoletju, v pripravah na slavnostni prihod kralja Filipa II. Španskega v Milano, ki je bila predlagana rušitev stebrišča za razširitev poti; Ferrante Gonzaga je tak predlog zavrnil. 
Do leta 1935 je bil prostor med cerkvijo in stebriščem v celoti zaseden s starimi hišami ob fasadi same cerkve. Dejansko je bil cerkveni kompleks v celoti obdan s starimi hišami. Kljub načrtom za ohranjanje te starodavno urbane strukture, so obnovitvena dela privedla do rušenja starih hiš in osamitvi spomenika na sprednji strani. Po bombardiranju med drugo svetovno vojno, je postal tudi cerkveni kompleks očiščen na zadnji strani, kjer je zdaj Park Bazilik, ki omogoča priljubljen pogled na baziliko.

## Galerija
- Stebrišče svetega Lovrenca
- Bazilika svetega Lovrenca
- Napis Lucius Verus